# Elaphoglossum spatulatum
Elaphoglossum spatulatum là một loài thực vật có mạch trong họ Lomariopsidaceae. Loài này được (Bory) T. Moore mô tả khoa học đầu tiên năm 1857.